# Наталія Олексіївна (велика княжна)
Велика княжна Наталія Олексіївна (нар. 1 серпня 1714, Санкт-Петербург — пом. 3 грудня 1728, Москва) — дочка царевича Олексія Петровича і Шарлотти-Софії Брауншвейзької, сестра імператора Петра II.

## Біографія

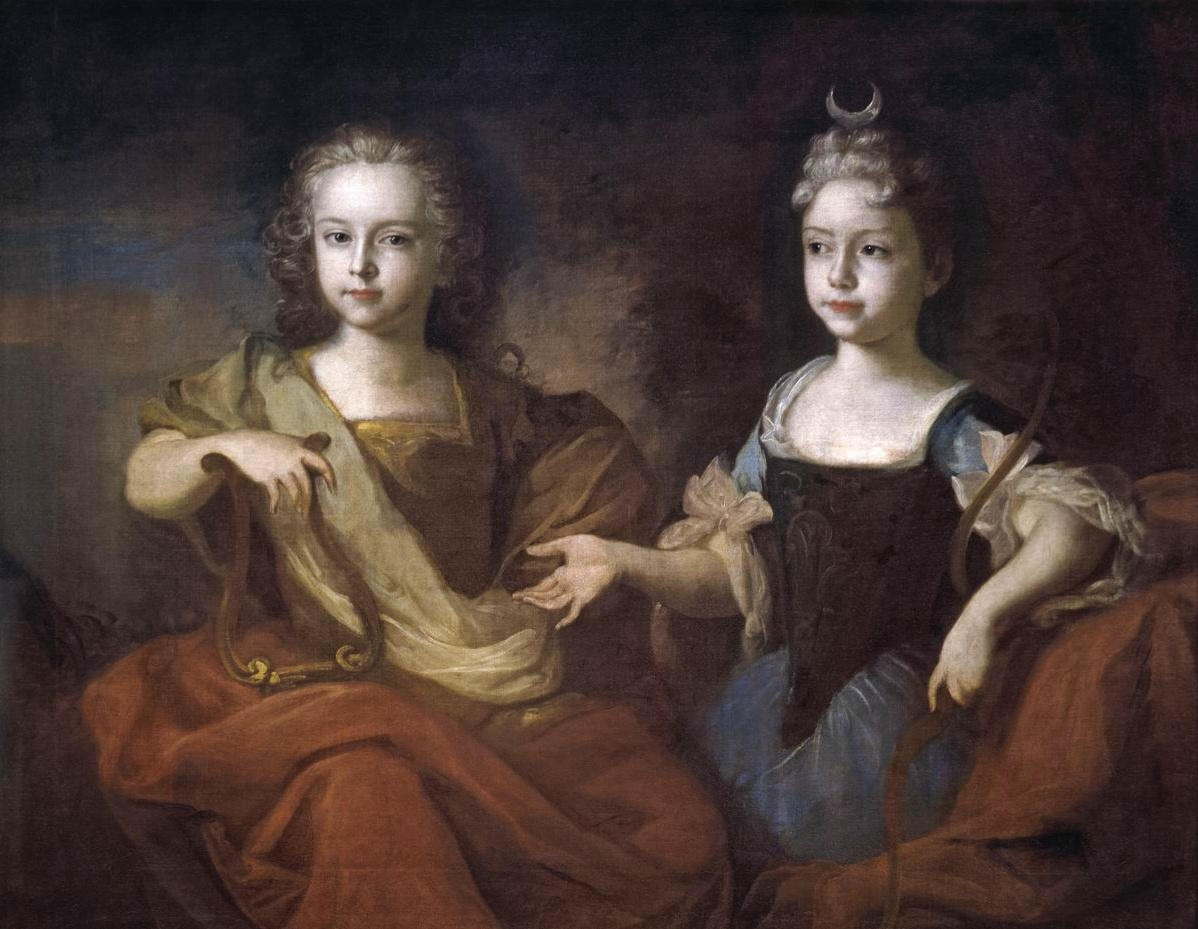
Наталія Олексіївна (праворуч) в образі Діани у 8-річному віці з братом, майбутнім Петром II, в образі Аполлона. Луї Каравак, 1722 р.

Старша дочка царевича Олексія, Наталія довгий час залишалася як би на «периферії» царського сімейства. Тільки в 1719 році, після смерті сина Петра I — Петра Петровича, її разом з братом Петром поселили в Зимовому палаці і визначили їм штат придворних і прислуги. Але ставлення до онуків імператора, особливо з боку Катерини Олексіївни та Олександра Меншикова, було більш ніж прохолодним. Все змінилося в 1727 році, коли її брат (не без допомоги того ж князя Меншикова) став спадкоємцем престолу (причому в заповіті Катерини I названа без імені «Велика Княжна» віднесена до спадкоємців третьої черги — між молодшим братом і нею стояли дочки імператриці Анна і Єлизавета). Наталя також потрапила в поле зору князя. Він, зокрема, готував видати її заміж за свого сина Олександра. Але планам Меншикова не судилося збутися — незабаром колишній сподвижник Петра I був засланий до Березово.
На думку іспанського посла герцога де Ліріа, який особисто знав велику княжну, вона була негарна собою, хоча і добре складена; але чеснота заміняла в ній красу: привітна, уважна, великодушна, сповнена грації і лагідності, вона привертала до себе всіх. Як старша сестра, вона мала деякий благотворний вплив на брата Петра, але померла, ймовірно, від сухот у віці 14 років . Перед смертю Петро II (помер у тому ж віці у січні 1730 року), за переказами, в маренні наказав запрягати сани і їхати до сестри Наталії.

## Могила
Була похована у Вознесенському соборі Вознесенського дівочого монастиря Московського Кремля, в 1920-ті роки монастир і собор були знищені, а могили цариць і царівен перенесені в Архангельський собор.
На її могильній плиті (не збереглася, текст відомий у передачі XIX століття) була епітафія:
«Благовірна Государиня Велика Княжна, державнєйшого Імператора Петра II сестра рідна, Наталія Олексіївна тимчасове дитяче життя, що тривало чотирнадцять років, повелінням Божим на блаженну і вічним часом життя від Різдва Первісток з мертвих в літо 1728 листопада в 22 день. Не умре дівча, але спить (Матвія, гол. 9). Світло очию моєю, і тієї нема зі мною, похована на цьому місці».
При перенесенні її останків до Архангельського собору у 1928 році проводилося розкриття гробниці; виявилося, що Наталія спочиває в добре збережених глазетовій розшитій золотом сукні, сильно зібраній в талії спідниці з парчі і шовкових трикотажних панчохах, а також діадемі, зірки й стрічки ордена Святої Катерини. Труну її був оббитий срібним позументом і оздоблений золотими мереживами. Для оформлення її поховання переплавили срібний посуд опального Меншикова.
Її похоронне вбрання досліджується: «Незважаючи на важкий стан тканин, безсумнівно унікальним предметом кремлівської колекції костюма XVIII ст. стане сукня з поховання царівни Наталії Олексіївни — дочки царевича Олексія Петровича, онуки Петра I (померла в 1728 р. у віці 14 років). Ліф сукні вже відреставрований, як і орден на муаровою стрічці. Тривають роботи над спідницею з глазета, покритого прекрасною вишивкою золотою ниткою. У ході робіт над цими предметами в Інституті природної і культурної спадщини РАН проведені спеціальні дослідження ниток (к. х. н. О. Б. Лантратовою та к. і. н. О. В. Орфінською)».

## Відгуки сучасників
Іспанський посол при російському дворі герцог Лірійський розповідає про неї в своїх записках:
Велика княжна Наталія, сестра Петра II, була прикрашена усіма можливими добрими чеснотами. Вона не тільки не була красунею, а навпаки, дурна особою, хоча і добре складена; але чеснота заміняла в ній красу: вона була люб'язна, великодушна, уважна, виконана грації і лагідності, так що всіх привертала до себе. Вона абсолютно говорила французькою і німецькою мовами, любила читання і протегувала чужинцям. Все це змушувало возносити теплі до неба молитви про її довголіття, але Всевишньому завгодно було відкликати її до себе, після довготривалої хвороби, 4 грудня 1728<року>, на 15<-му> році її життя. Смерть її оплакував і росіяни, і чужинці, знатні і бідні.

## Нагороди
- Орден Святої Катерини 20 листопада (1 грудня) 1726 року)[6].

## Кіновтілення
- Надія Дружиніна — «Таємниці палацових переворотів. Фільм 1. Заповіт імператора», 2000 рік, режисер — Світлана Дружиніна.